# Witsnuitbladroller
De witsnuitbladroller (Pandemis cinnamomeana) is een vlinder uit de familie van de bladrollers (Tortricidae). De wetenschappelijke naam is gepubliceerd in 1830 door Treitschke.
De soort komt voor in Europa.